# Тикити Ток
„Тикити Ток“ (на английски: Tickety Toc) е анимационен сериал за деца в предучилищна възраст, продуциран от The Foundation, част от Zodiak Media и FunnyFlux Entertainment. Първите сезони съдържат 52 епизода по 11 минути. Премиерата на сериала във Великобритания е на 19 април 2012 г., а в САЩ е излъчен по Nick Jr., детския блок на Nickelodeon за деца в предучилищна възраст.

## В България
В България сериалът е излъчен по локалната версия на Nickelodeon през ноември 2013 г. с нахсинхронен дублаж на български език, записан в студио „Александра Аудио“. В него участва Василка Сугарева.